# قطار شانغهاي المغناطيسي المعلق

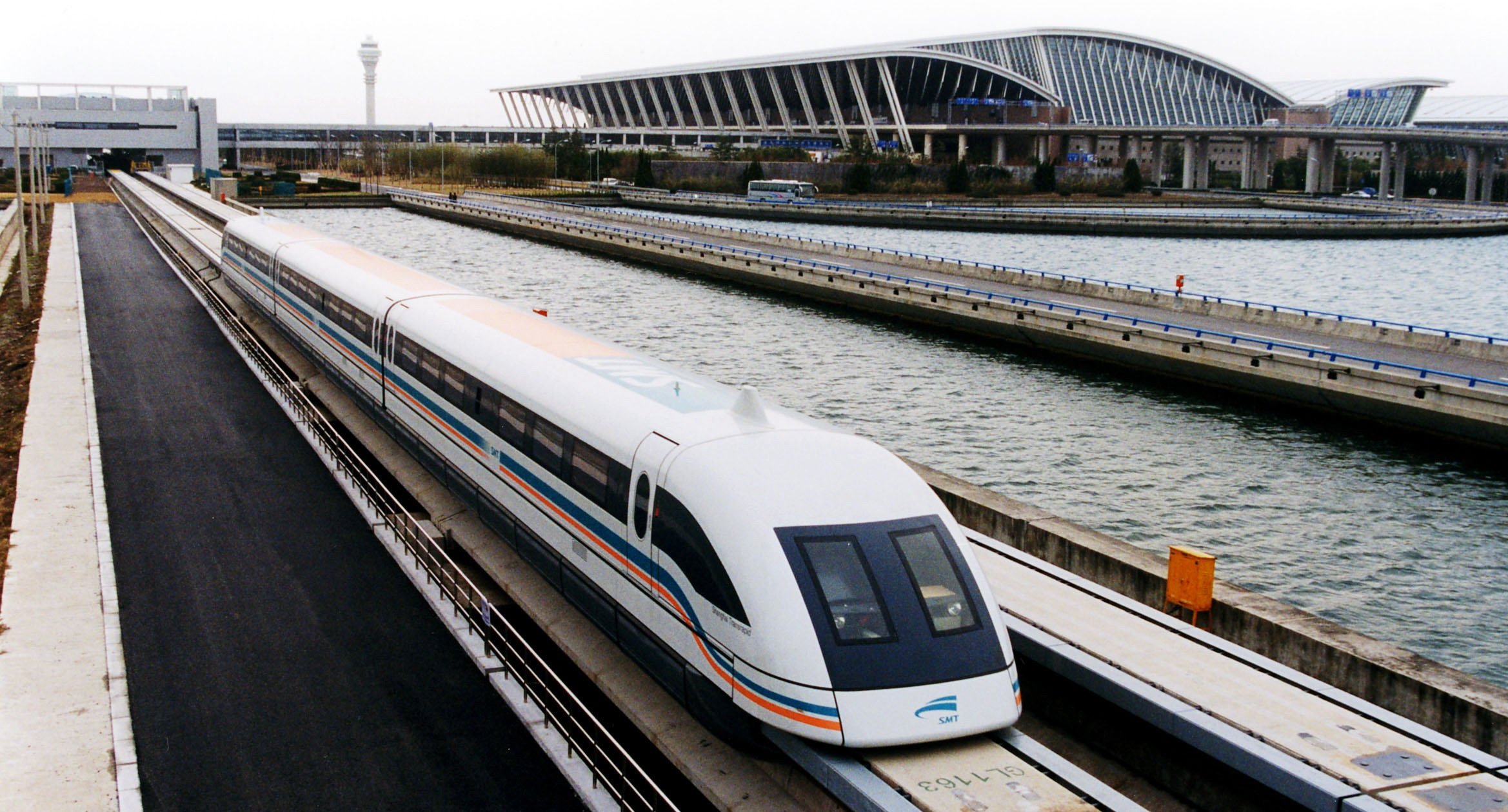
قطار شانغهاي المغناطيسي المعلق أثناء خروجه من محطة مطار شانغهاي بودنغ الدولي.

قطار شانغهاي المغناطيسي المعلق هو قطار مغناطيسي معلق يعمل في مدينة شانغهاي، الصين، وهو يعتبر أول خط قطار مغناطيسي معلق تجاري في العالم. وصلت سرعة القطار خلال التجارب غير التجارية إلى سرعة 501 كم/ساعة في 12 نوفمبر 2003. القطار يعمل حاليا على نقل الركاب بين مطار شانغهاي بودنغ الدولي إلى القرب من مركز مدينة شانغهاي بالربط مع شبكة مترو شانغهاي.
بدأ العمل في إنشاء الخط في 1 مارس 2001، وبدأت الخدمة العامة في 1 يناير 2004. تبلغ السرعة القصوى الحالية 431 كم/ساعة، مما يجعله أسرع قطار في العالم يعمل في الخدمة التجارية منذ عام 2004.

## معرض صور

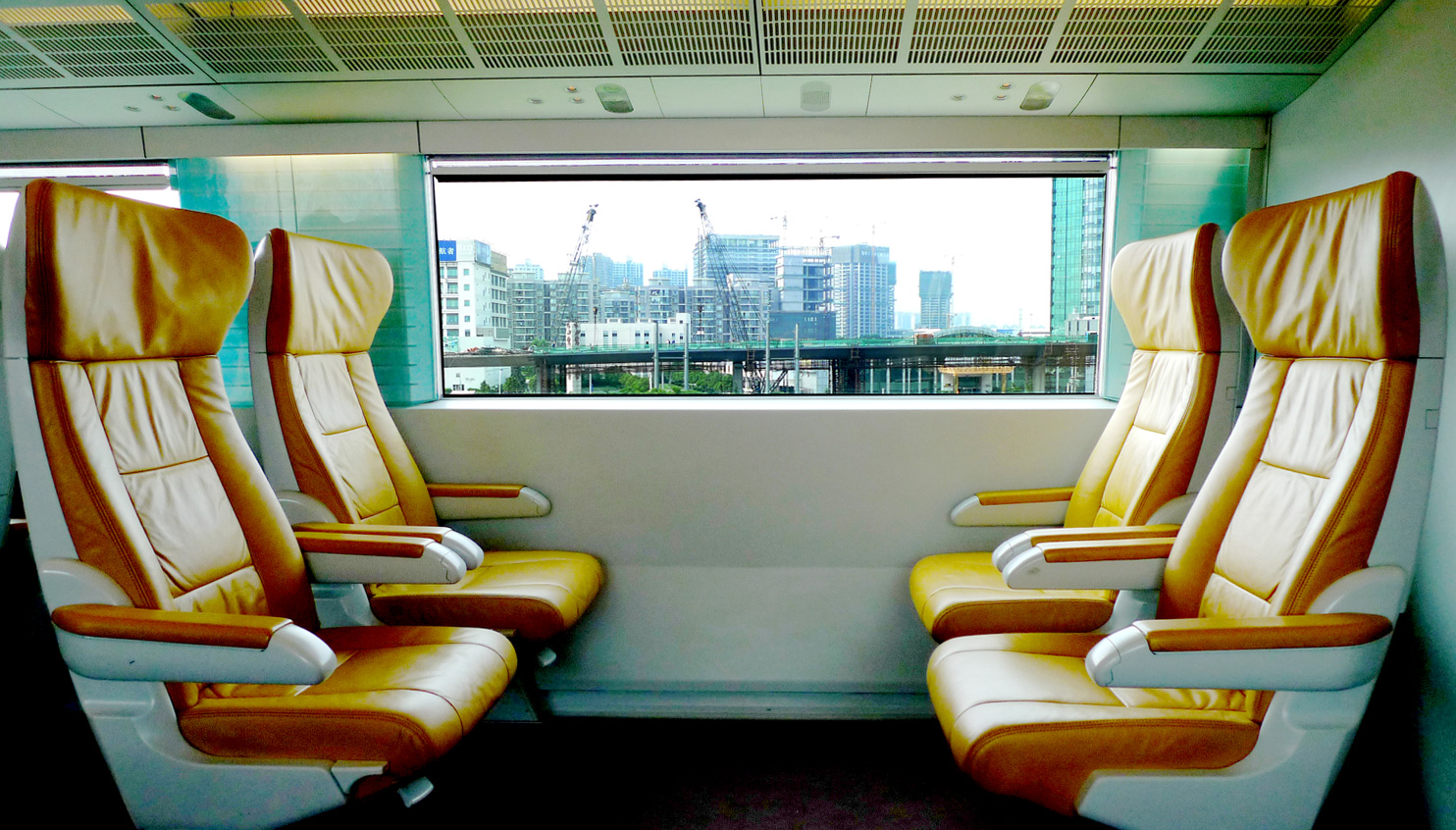
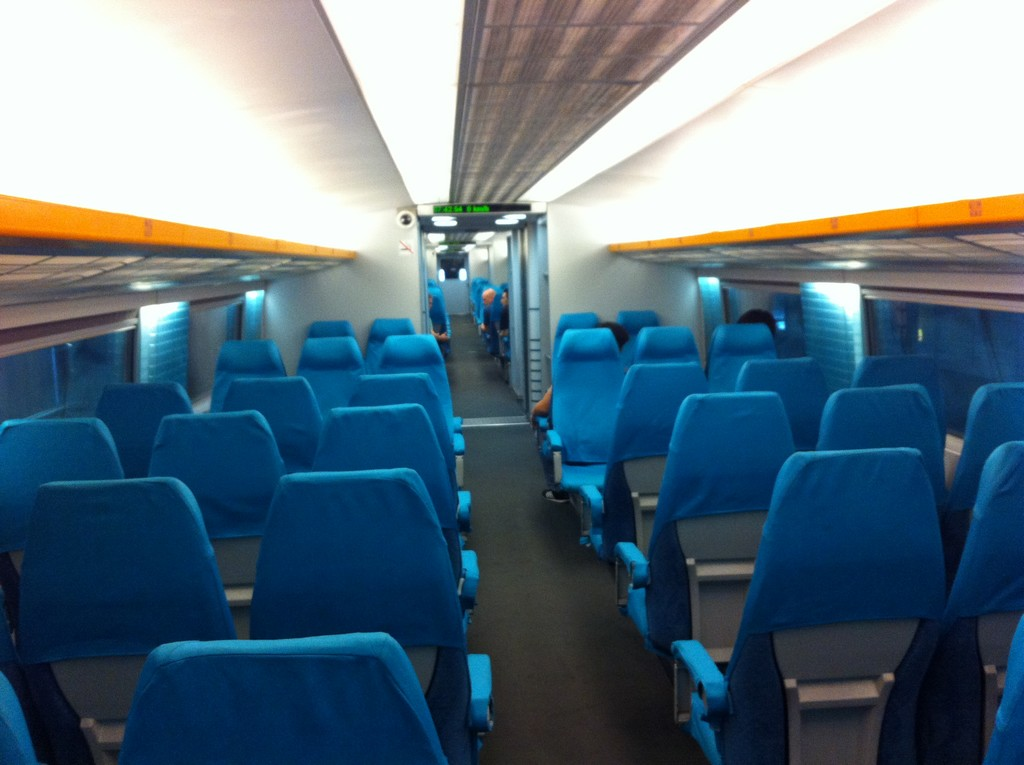
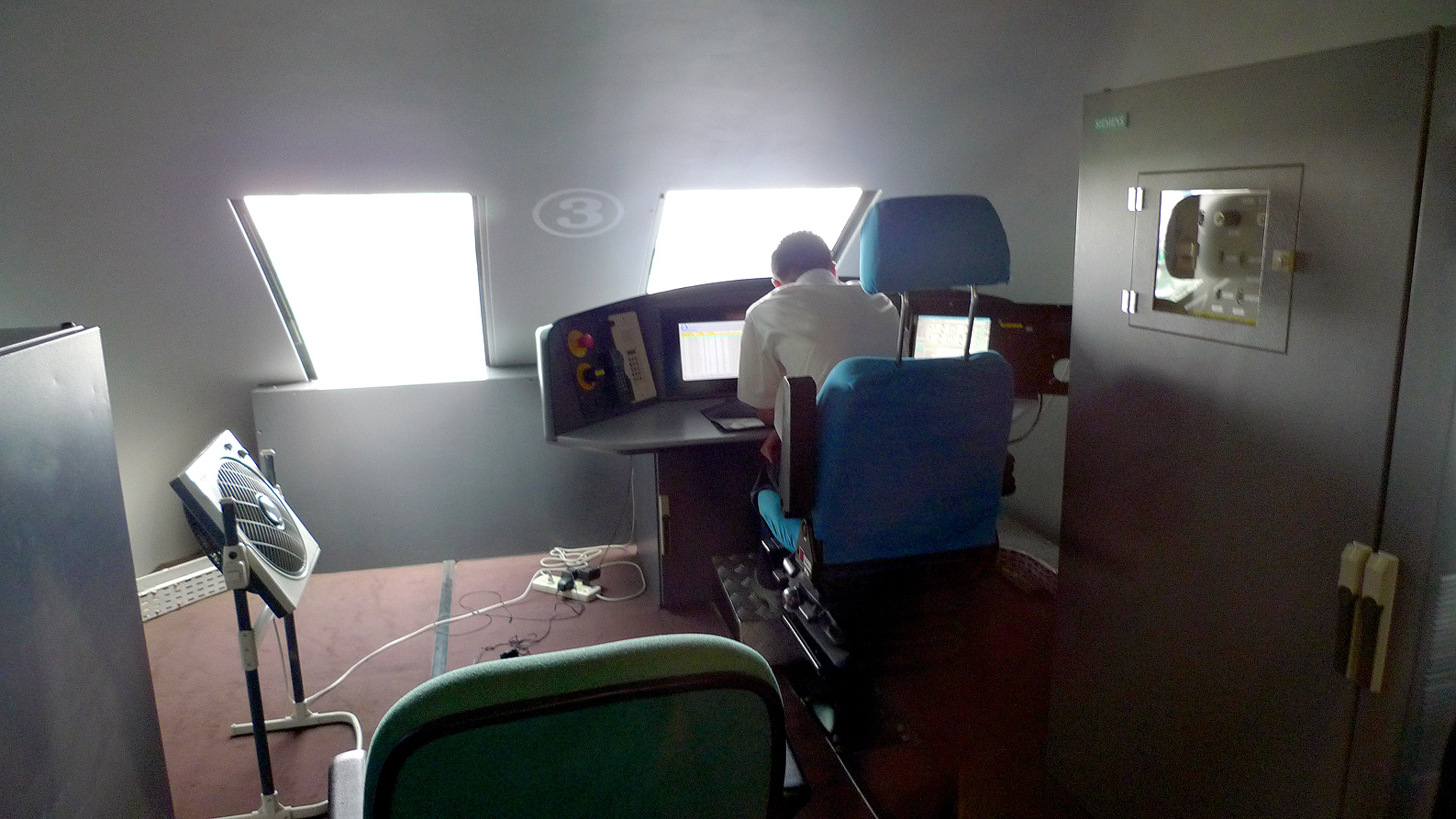

## وصلات خارجية
- الموقع الرسمي